# Drujba narodov (revistă)
Drujba narodov (în rusă Дружба народов, titlu tradus ca Prietenia popoarelor) este o revistă literară sovietică fondată în martie 1939, care continuă să existe în Rusia, după prăbușirea URSS, ca o publicație privată.

## Istoric
Almanahul Drujba narodov a fost fondat în 1939 pentru popularizarea operei scriitorilor din republicile sovietice, publicate în traducere în limba rusă. A avut inițial o apariție neregulată (cu întrerupere în perioada iunie 1941 — octombrie 1943), apoi a apărut începând din 1949 la fiecare două luni. Începând din 1955 este publicat lunar, fiind transformat într-o revistă.
Revista a fost publicată până în 1990 de către Uniunea Scriitorilor din URSS, iar din 1991 de către o redacție privată.
În perioada post-sovietică se păstrează accentul pe publicarea scrierilor unor reprezentanți ai popoarelor din fosta URSS.
„„Drujba narodov” este o revistă modernă în toate sensurile. Numele, cu toate acestea, este depășit. Unul mult mai bun ar fi „Vrajba narodov”. Dar acesta este un păcat universal. Denumirile revistelor literare au început să fie golite de metafore.”—Nadejda Averianova, critic literar
În anii 2000 situația revistei Drujba narodov s-a înrăutățit. În anul 2012 revista a avut probleme cu spațiul ocupat (a expirat termenul de închiriere), iar redacția a trebuit să se mute într-un alt spațiu — în casa fundației „Russki mir” (Lumea rusă).
„Într-adevăr, cu forțe slăbite, ținem o dietă de post, destul de umiliți pentru o revistă de un asemenea rang. Nu avem bani, care ne-ar ajuta cât de cât. Nu primim niciun sprijin din partea statului. Stăm fără salarii. Uneori chiar și luni.”—Leonid Bahnov, șeful secției de proză a revistei «Drujba narodov»
În anul 2014, potrivit redactorului-șef Aleksandr Ebanoidze, autorii revistei nu primeau aproape deloc onorarii pentru materialele publicate. La sfârșitul anului 2013 el mai spunea: «Revista mea plătește încă unele onorarii destul de ridicole».
Drujba narodov participă la proiectul literar online „Jurnalinîi zal”, iar din 2013 are propriul site.

## Tirajul pe ani
- 1939 — 10.000[2]
- 1947 — 15.000
- 1948 — 10.000
- 1949 — 20.000
- 1950 — 30.000
- 1951 — 32.000
- 1952 — 39.000
- 1953 — 33.000
- 1954 — 39.000
- 1957 — 55.000
- 1958—1961 — 75.000
- 1961 — 33—34.000
- 1970 — începutul anilor '80 — 160.000—240.000
- 1988 — 800.000
- 1989 — peste 1.100.000
- 1991 — 800.000
- 1993 — 500.000
- 1997 — 6.000
- 2008 — 3.000[9][3]
- 2015 — 2.000[1]

## Cărți publicate de revistă
În perioada sovietică au fost publicate cărți ca supliment al revistei. În treizeci de ani de existență a suplimentului au fost publicate aproximativ 500 de volume.
- 1957-1960 — „Biblioteca clasicilor literaturii popoarelor din URSS” — șapte colecții, 31 vol.
- 1961-1963 — „Biblioteca de romane istorice ale popoarelor din URSS”, 36 vol.
- 1964-1970 - seria „Cincizeci de ani de roman sovietic”, 105 vol.
- din 1971 — o serie actualizată de opere contemporane „Biblioteca «Drujba narodov»”.
- 1978 — „Pagini selectate”, 2 volume (proză și poezie).
- anii 1980 - seria „Biblioteca prozei sovietice”.[2]

## Redactori-șefi
- G. A. Rjanov (din martie 1939, redactor)
- P. A. Pavlenko (din 1939)
- V. V. Golițev (1949-1955)
- Boris A. Lavreniov (din ianuarie 1956)
- Aleksei A. Surkov (1958 — februarie 1960, membru în consiliul de redacție — înainte de 1964)
- Vasil A. Smirnov (februarie 1960 - 1965, membru în consiliul de redacție — înainte de 1970)
- Serghei A. Baruzdin (februarie 1966 - 1991)
- Aleksandr A. Rudenko-Desniak (1991-1992)
- Viaceslav A. Piețuh (1993-1995)
- Aleksandr L. Ebanoidze (1995)

## Autori publicați
În cursul anilor au fost publicați în revista Drujba narodov următorii autori: Viktor Astafiev, Vladimir Bogomolov, Vasil Bîkov, Dmitri Bîkov, Mihail Veller, Rasul Gamzatov, Lev Gumiliov, Nikolai Dorizo, Nikolai Zaboloțki, Serghei Zalîghin, Fazil Iskander, Ion Druță, Aleksandr Karasev, Veaceslav Kondratiev, Naum Korjavin, Aleksandr Kușner, Vilis Lațis, Inna Lisnianskaia, Farid Naghim, Bulat Okudjava, Anatoli Rîbakov, Iulian Semionov,  Roman Sencin, Moris Simașko, Aleksandr Tvardovski, Kornei Ciukovski,  Aleksei A. Șepeliov, Vasili Șukșin și alții.